# 西安路街道 (成都市)
西安路街道，是中华人民共和国四川省成都市金牛区下辖的一个乡镇级行政单位。2019年12月，金牛区调整部分街道行政区划，撤销人民北路街道，将原人民北路街道花牌坊社区、金仙桥社区、马家花园社区、西体路社区所属行政区域划归西安路街道管辖，西安路街道办事处驻青西路6号。

## 行政区划
西安路街道下辖以下地区：青羊北路社区、枣子巷社区、永陵社区、白果林社区、金琴南路社区、花牌坊社区、金仙桥社区、马家花园社区和西体路社区。